# Attrazioni fatali
Attrazioni fatali (Fatal Attractions) è un crossover che intreccia le testate Uncanny X-Men (vol. 1), X-Men (vol. 2), X-Factor (vol. 1), X-Force (vol. 1), Wolverine (vol. 2) ed Excalibur (vol. 1), pubblicato dalla Marvel Comics fra luglio e novembre 1993.
Sceneggiata da Fabian Nicieza e Scott Lobdell per i disegni di Andy Kubert, Adam Kubert, Greg Capullo, Joe Quesada, Ken Lashley e John Romita Jr., la storia si focalizza sul ritorno in scena di Magneto, che tutti credevano morto dopo lo schianto dell'Asteroide M, e la tentazione di Xavier di varcare la soglia della moralità pur di fermarlo.
Il crossover è stato pubblicato ed è servito per celebrare il trentesimo anniversario degli X-Men; non a caso è stato riproposto lo storico scontro tra il sogno di coesistenza pacifica di Xavier con la visione di Magneto della supremazia mutante sugli umani.

## Trama
Gli Accoliti, adesso guidati da Fabian Cortez, assaltano un ospedale in Virginia uccidendo tutti gli umani al suo interno e lasciando moribonda un'infermiera che fa in tempo a dare la sua versione dei fatti a X-Factor prima di spirare. Dopo avere interrogato Spoor, unico prigioniero, il gruppo viene a conoscenza del piano per assaltare Cape Hayden in cui viene sviluppato il "progetto risveglio", ultima versione governativa di Sentinelle. Mentre Val Cooper, Random e Quicksilver raggiungono la località, X-Factor la segue anche se era stato ordinato loro di rimanere alla base, e dopo essere stati accolti dal senatore Kelly la situazione degenera con l'arrivo degli Accoliti e della squadra di Havok che iniziano uno scontro, mentre Cortez propone a Quicksilver di prendere il posto che giustamente gli spetta quale figlio di Magneto e guidare i mutanti. Dopo avere rifiutato l'offerta Quicksilver e gli altri assistono alla ritirata dei nemici.
Cable, ritornato in scena dopo essere scomparso all'interno del flusso temporale, si intrufola nella base di X-Force tendendo imboscate ai suoi membri per metterli alla prova, fino a quando non viene scoperto da Cannonball con cui ha un'accesa discussione a proposito del suo abbandono del gruppo e le responsabilità che comporta guidarlo. I due, una volta riappacificatisi, raggiungono gli altri proprio quando Exodus fa la sua comparsa proponendo di portarli in un paradiso lontano dal caos terrestre. Dopo avere accettato tutti gli ex-Nuovi Mutanti si ritrovano sulla stazione spaziale Greymalkin, ora rinominata Avalon e aggiornata con diversi pezzi di tecnologia Shi'ar, e fanno la conoscenza del loro ospite che però rimane sempre nell'ombra anche quando cura magneticamente il condizionamento di Skids e Rusty Collins (impostogli precedentemente da Stryfe) che decidono di rimanere. Nel frattempo Cable, Siryn, Warpath, Feral e Shatterstar, lasciati indietro perché non invitati, fanno irruzione nella base e ricongiuntisi con gli altri vengono teleportati via, mentre Cable riesce a recuperare il programma senziente Professore prima di confrontarsi con Magneto, il misterioso individuo che prima si celava dietro un cappuccio, che lo riduce in fin di vita manipolando le parti metalliche del suo corpo in balia del virus T.O. Cable, riuscito a teleportarsi via all'ultimo momento, ricompare all'interno dello shuttle di X-Force in rotta di rientro verso la Terra.
Mentre Exodus rivela agli Accoliti la parte giocata da Cortez nella presunta morte di Magneto nello schianto dell'Asteroide M facendoli rivoltare contro di lui e ritornare al fianco del loro signore, Xavier e gli X-Men si preparano al funerale di Illyana Rasputin, morta a causa del virus Legacy. Colosso, incapace di salvare la sorella,  si allontana ancora di più dagli altri tormentandosi nel suo dolore, fino a quando durante la cerimonia non urla contro Xavier l'incapacità di continuare a credere nel suo sogno, proprio nel momento in cui Magneto fa la sua comparsa rivelando di essere ancora vivo. Dopo la comparsa anche degli Accoliti Magneto prende da parte Senyaka punendolo con la morte per la strage compiuta nell'ospedale in suo nome e paralizzando gli X-Men agendo sul ferro nel loro sangue; utilizzando i suoi poteri fa discendere Avalon dal cielo proponendo ai suoi nemici la salvezza, ma la carica passiva di energia elettromagnetica satura Alfiere liberandolo. Quest'ultimo non perde tempo ad attaccare facendo deconcentrare Magneto, che perde la presa sia sui suoi amici che su Avalon che resta sospesa in aria grazie agli sforzi di Jean Grey e Tempesta. Approfittando dell'elemento sorpresa Colosso si scaglia su Alfiere dando il tempo a Magneto di riprendersi e affermando che per lui è arrivato il momento di intraprendere una nuova strada; si unisce agli Accoliti venendo issato su Avalon. A terra intanto Xavier si collega ai poteri magnetici del nemico riportando l'astronave nello spazio. Pochi giorni dopo i maggiori governi del mondo attivano i loro satelliti formando una griglia elettromagnetica all'interno della quale i suoi poteri magnetici non hanno effetto, tuttavia Magneto, irritato dai loro sforzi per contrastarlo, apre una breccia e scaglia un impulso elettromagnetico che spegne qualsiasi apparecchio sul pianeta facendo morire milioni di persone. Alla scuola Xavier (con indosso un esoscheletro che lo fa camminare grazie alla forza del pensiero) mette a punto un piano estremamente rischioso affermando che non si combatte più per il sogno ma per la sopravvivenza; assieme a Wolverine, Gambit, Rogue, Quicksilver e Jean sale a bordo di Avalon sfruttando la tecnologia teleportante Shi'ar rubata da Magneto quando era a capo della scuola. Il gruppo si impadronisce dei sistemi operativi attivando il teletrasporto in modo da evacuare gli Accoliti. Magneto, scoperta la sua presenza, attacca il gruppo subendo a sua volta un duplice assalto sia sul fronte fisico che psichico che culmina nel momento in cui decide di uccidere suo figlio perché quest'ultimo non vuole seguire le sue orme. Preparatosi a sferrare il colpo mortale viene fermato da Wolverine e come ritorsione utilizza il suo potere per strappare l'adamantio dal suo scheletro, facendo in questo modo entrare in azione Xavier che lo lobotomizza lasciandolo in stato comatoso. Mentre Colosso emerge da un corridoio laterale, prendendo fra le sue braccia il corpo di Magneto e affermando che rimarrà con gli Accoliti, gli X-Men fuggono salendo a bordo di un Blackbird pilotato da Alfiere e incappando in terribili turbolenze durante il rientro nell'atmosfera. Poiché il fattore rigenerante di Wolverine non riesce a tenere testa alle numerose ferite attraverso le quali è fuoriuscito l'adamantio Jean e Xavier decidono di penetrare nella sua mente per calmarlo in modo che riesca a guarire più velocemente scoprendo nello stesso tempo numerosi ricordi sepolti. Superata l'atmosfera il jet comincia a perdere pezzi ed è solo grazie alla telecinesi di Jean che riesce a passare indenne attraverso una tempesta che spegne i fuochi divampati sulla fusoliera. All'interno della sua mente un agitato Wolverine riesce finalmente a scorgere una luce verso la quale si dirige, venendo però respinto indietro da una figura alata, che sembra essere Illyana, risvegliandosi appena tempo per salvare Jean dall'essere risucchiata all'esterno dopo che il portellone viene scardinato dalla pressione. Risolta quest'ultima crisi riescono quindi ad atterrare senza altri problemi. Qualche giorno dopo, nel corso di un'esercitazione nella Stanza del Pericolo, Wolverine scopre che gli artigli non erano stati aggiunti al suo scheletro durante la procedura che anni addietro lo aveva dotato dell'adamantio, ma sono parte del suo apparato scheletrico. Dimesso dall'infermeria passa un po' di tempo con Jubilee, alla quale raccomanda di stare vicina a Xavier che le potrà essere di grande aiuto e quella stessa notte, dopo averle lasciato una lettera, sale sulla sua moto e se ne va.
Al laboratorio di Moira MacTaggart sull'isola Muir i tre membri superstiti di Excalibur, Nightcrawler, Shadowcat e Fenice, vengono raggiunti da Ciclope, Jean e Xavier con lo scopo di usare l'amicizia fra Kitty e Colosso per farlo ritornare fra gli X-Men e permettergli di tornare alla sua forma umana (essendo rimasto bloccato in quella corazza a seguito di un trauma cranico). Kitty, dapprima riluttante, acconsente a inviare un video-messaggio pregando l'amico di incontrarsi; nel mentre Fenice stringe amicizia con Jean e questa le assicura che la sua nascita potrebbe verificarsi anche nella loro linea temporale (condizione necessaria è il matrimonio fra lei e Ciclope). Cable intanto raggiunge l'isola con l'obiettivo di vendicarsi degli Accoliti per quello che Magneto gli aveva fatto. Colosso, accortosi del tradimento di Kitty non appensa messo piede sull'isola, viene fatto prigioniero e curato con l'ausilio del raggio ottico di Ciclope usato alla potenza di un bisturi laser. Nel frattempo Fenice sorprende Cable intenzionato a interrompere il piano dei suoi compagni e lo affronta scoprendo numerosi legami, non ultimo quello telepatico, prima di metterlo K.O. e avere una conversazione con il Professore, che è incapace di rivelarle quali sono questi legami a causa delle numerose varianti nel continuum temporale. Colosso, finalmente capace di ritornare in carne e ossa, rimane fedele alla sua scelta ritornando fra gli Accoliti e i tre membri di Excalibur decidono di rimanere sull'isola per aiutare Moira.

## Conseguenze
- Sequel ufficiale della vicenda fu il crossover Legami di sangue fra X-Men e Vendicatori.
- Xavier, lobotomizzando Magneto, rilasciò l'entità psichica maligna Onslaught protagonista dell'omonimo crossover nel 1996.
- A seguito dei danni mentali riportati, Magneto ritornerà in scena solo nel 1999.
- Dopo la distruzione di Avalon, Colosso si unirà a Excalibur.
- Fu di Peter David, durante la stesura della trama del crossover Execuzione, l'idea di fare strappare a Magneto l'adamantio dallo scheletro di Wolverine[2].
- L'adamantio verrà fuso nuovamente allo scheletro di Wolverine da Apocalisse sulle pagine di Wolverine (vol. 1) n. 145 tie-in del crossover I Dodici del 2000.